# 福施托克山
46°57′23.3″N 9°14′40.8″E / 46.956472°N 9.244667°E

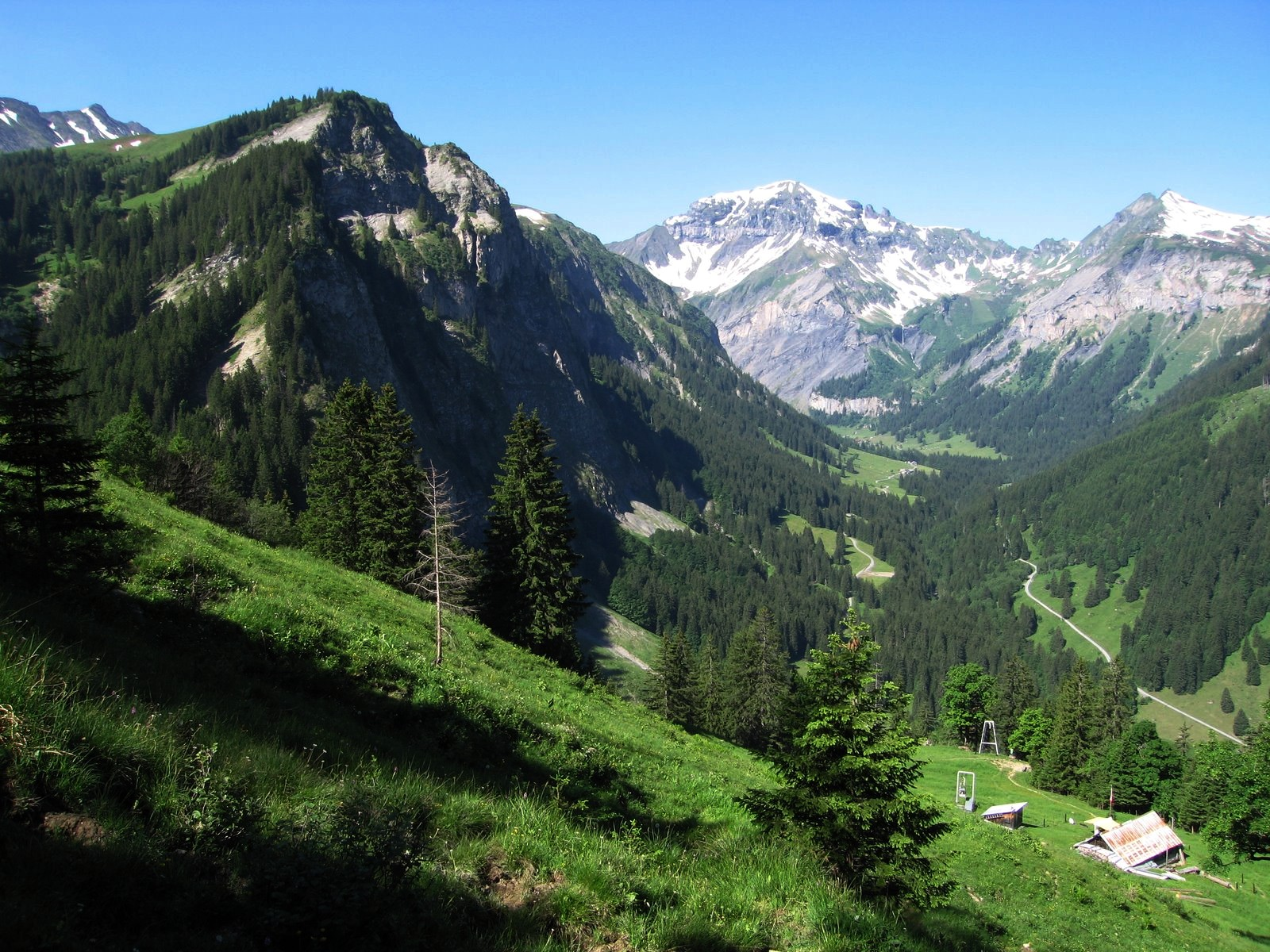

福施托克山（Foostock），是瑞士的山峰，位於該國東北部，處於格拉魯斯州和聖加侖州接壤的邊界，屬於格拉魯斯山的一部分，海拔高度2,611米，每年平均降雨量1,929毫米。